# サムラ・ラヒムリ
サムラ・ラヒムリ（アゼルバイジャン語: Səmra Rəhimli、1994年10月19日 - ）は、アゼルバイジャンの歌手である。ユーロビジョン・ソング・コンテスト2016のアゼルバイジャン代表として、代表曲「Miracle」を歌う。

## 来歴
2012年にはユーロビジョン・ソング・コンテスト2012のアゼルバイジャン代表選考に挑戦、2014年には『ザ・ヴォイス』のトルコ版である『オ・セス・テュルキイェ』の第4期（2014年）に出場した。2015年には同じく『ザ・ヴォイス』のアゼルバイジャン版である『サス・アゼルバイジャン』に出場し決勝まで勝ち進んだ。